# Три метри над рівнем неба
Три метри над рівнем неба (ісп. Tres metros sobre el cielo) — іспанський фільм 2010 року режисера Фернандо Ґонсалеса Моліни. Римейк однойменного фільму італійського виробництва «Три метри над небом» (італ. Tre metri sopra il cielo) 2004 року, знятого за романом Три метри над небом італійського письменника Федеріко Моччія. У головних ролях зіграли Маріо Касас та Марія Вальверде. Фільм вийшов 3 грудня 2010 у кінопрокат в Іспанії, та 3 листопада 2011 в Україні.
5 липня 2012 вийшло продовження під назвою Три метри над рівнем неба: Я хочу тебе.

## Сюжет
Головний герой, Уґо Олівер, який називає себе Аче, ось-ось вирушить до в'язниці за напад на людину і жорстоке побиття. Одного разу він зустрічає дівчину Бабі, і в його житті все змінюється. З найпершої зустрічі, коли Аче жартома назвав Бабі «солдатом», дівчина вирішила, що спілкуватися з ним не хоче, однак життя знову й знову зводило їх разом.
З їхніх словесних перепалок розгорялися все нові конфлікти між друзями Аче і друзями Бабі, проте невдовзі виявилося, що найкраща подруга Бабі почала зустрічатися з найкращим другом Аче, і молоді люди стали все більше часу проводити разом.
Такі різні, вони полюбили одне одного, вперше, сильно й безнадійно. Але, як відомо, перше кохання завжди буває руйнівним.

## У ролях

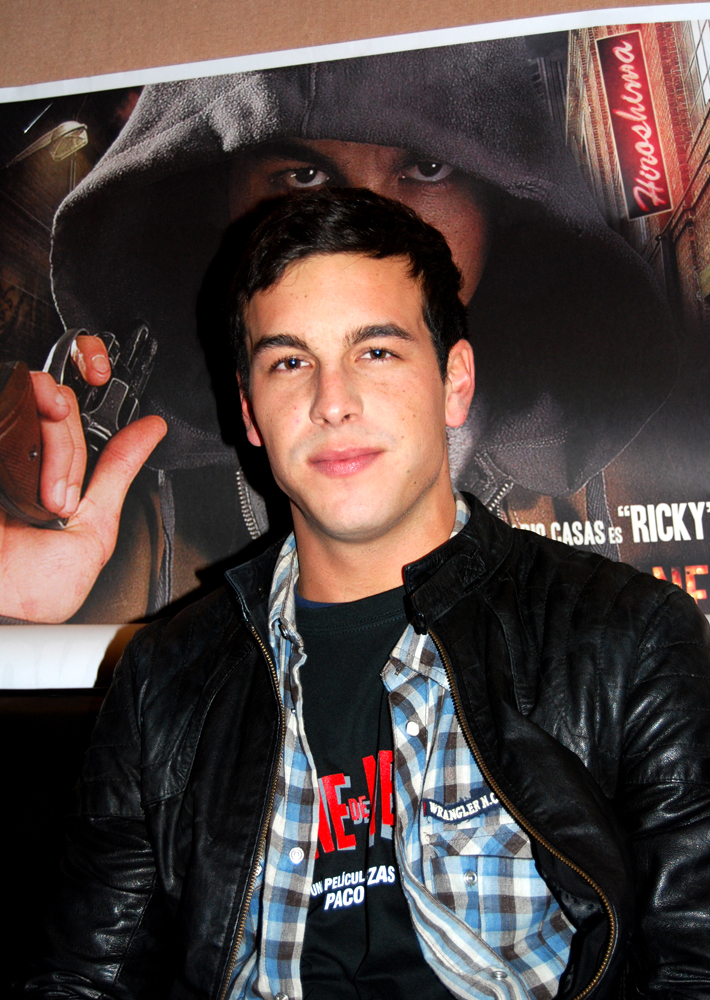
Маріо Касас

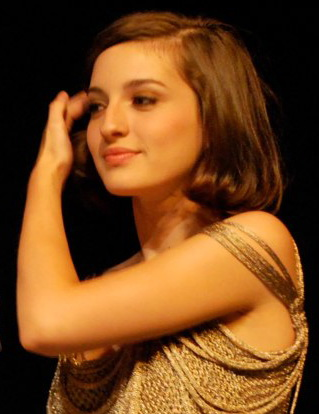
Марія Вальверде

- Маріо Касас — Уґо («Аче») Олівера
- Марія Вальверде — Бабі Алькасар
- Альваро Сервантес — Полло
- Марина Салас — Катіна
- Андреа Дуро — Мара
- Луїс Естебанес — Чіно
- Марта Мартін  — Сільвія
- Нереа Камачо — Дані
- Дієго Мартін — Алекс
- Марсель Боррас — Чіко
- Назарет Арасіл — Ное Торрес
- Пабло Ріверо — Ґуставо
- Клара Сегура — Ла Форґо

## Саундтрек
1. Forever Young — Alphaville
2. J'aime Tes Genoux — Adanowsky
3. Motorway — Anni B Sweet
4. Capturing Images — Anni B Sweet
5. Something's Triggered — Cecilia Krull
6. La Tormenta de Arena — Dorian
7. Girl — Johny Price
8. The Cleaner — Johny Price
9. Perfect Combination — L.A.
10. Stop the Clocks — L.A.
11. Perdiendo El Tiempo — Napoleon Solo
12. A Ras Del Cielo — Pol 3.14
13. Avida Dollars — The Unfinished Sympathy
14. Loverdome — The X
15. The Glow — The X
16. Hummingbird — Thee Brandy Hips

## Нагороди та премії
- 2011 року фільм номінувався на премію Гоя, за найкращий адаптаційний сценарій.
- 2011 року виконавець головної ролі, актор Маріо Касас, став лауреатом премії латиноамериканських критиків в області розваг (Premios ACE) в номінації «Найкращий новий актор». Крім того, був номінований на премію Fotogramas de Plata в номінації «Найкращий актор».